# Matthew Aylmer
Matthew Aylmer, 1. baron Aylmer (Matthew Aylmer, 1st Baron Aylmer of Balrath) (1650, Irsko – 18. srpna 1720, Londýn, Anglie) byl britský admirál, účastník dynastických válek přelomu 17. a 18. století. Za války o španělské dědictví dosáhl hodnosti admirála a byl vrchním velitelem ve Středomoří. Angažoval se také v politice jako dlouholetý poslanec parlamentu a v administrativě královského námořnictva. V roce 1718 byl povýšen na barona.

## Kariéra

Erb rodu Aylmerů

Pocházel z anglické šlechtické rodiny usazené od 17. století v Irsku, narodil se jako druhorozený syn statkáře Sira Christophera Aylmera (1620–1671). Původně sloužil v armádě, v roce 1677 přešel do služeb Royal Navy, v počátcích své kariéry profitoval na přízni vévody z Buckinghamu. V roce 1688 byl povýšen na kapitána, vzápětí podpořil Slavnou revoluci a zúčastnil se nástupnických bojů ve službách Viléma Oranžského, souběžně sloužil i v armádě a v roce 1690 se stal podplukovníkem jezdectva. Poté vynikl v devítileté válce, bojoval v bitvě u Bantry Bay, v níž padl jeho bratr George. V rychlém sledu dosáhl hodností kontradmirála (1693) a viceadmirála (1694), pod Edwardem Russellem byl zástupcem velitele ve Středomoří. Kromě toho byl aktivním politikem, v letech 1695–1710 byl poslancem Dolní sněmovny za stranu whigů (nejprve za přístav Portsmouth, od roku 1697 za Dover), angažoval se také ve správě námořnictva ve funkci mimořádného komisaře Royal Navy (1694–1702). V době míru koupil venkovské sídlo v Kentu, vlastnil též dům v Londýně.
Zúčastnil se války o španělské dědictví, v roce 1708 dosáhl hodnosti admirála a na návrh Edwarda Russela se stal vrchním velitelem ve Středomoří (1709–1711). Post musel opustit po vítězství toryů ve volbách, jako argument odvolání schopného námořníka byl použit fakt, že při střetu s francouzskou flotilou v červenci 1710 dokázal zajmout jen jednu nepřátelskou loď. Téhož roku také ztratil poslanecký mandát. Po nástupu Jiřího I. byl znovu jmenován vrchním velitelem ve Středomoří (1714–1718), zároveň se stal guvernérem v Greenwichi (1714–1720). V letech 1715–1720 byl znovu poslancem Dolní sněmovny a v letech 1717–1718 lordem admirality. V roce 1718 odešel do výslužby a byl povýšen na barona (titul platil pouze pro Irsko, takže nadále byl zároveň členem Dolní sněmovny). V letech 1718–1720 zastával čestnou funkci kontradmirála Velké Británie. Zemřel v Greenwichi.

## Rodina

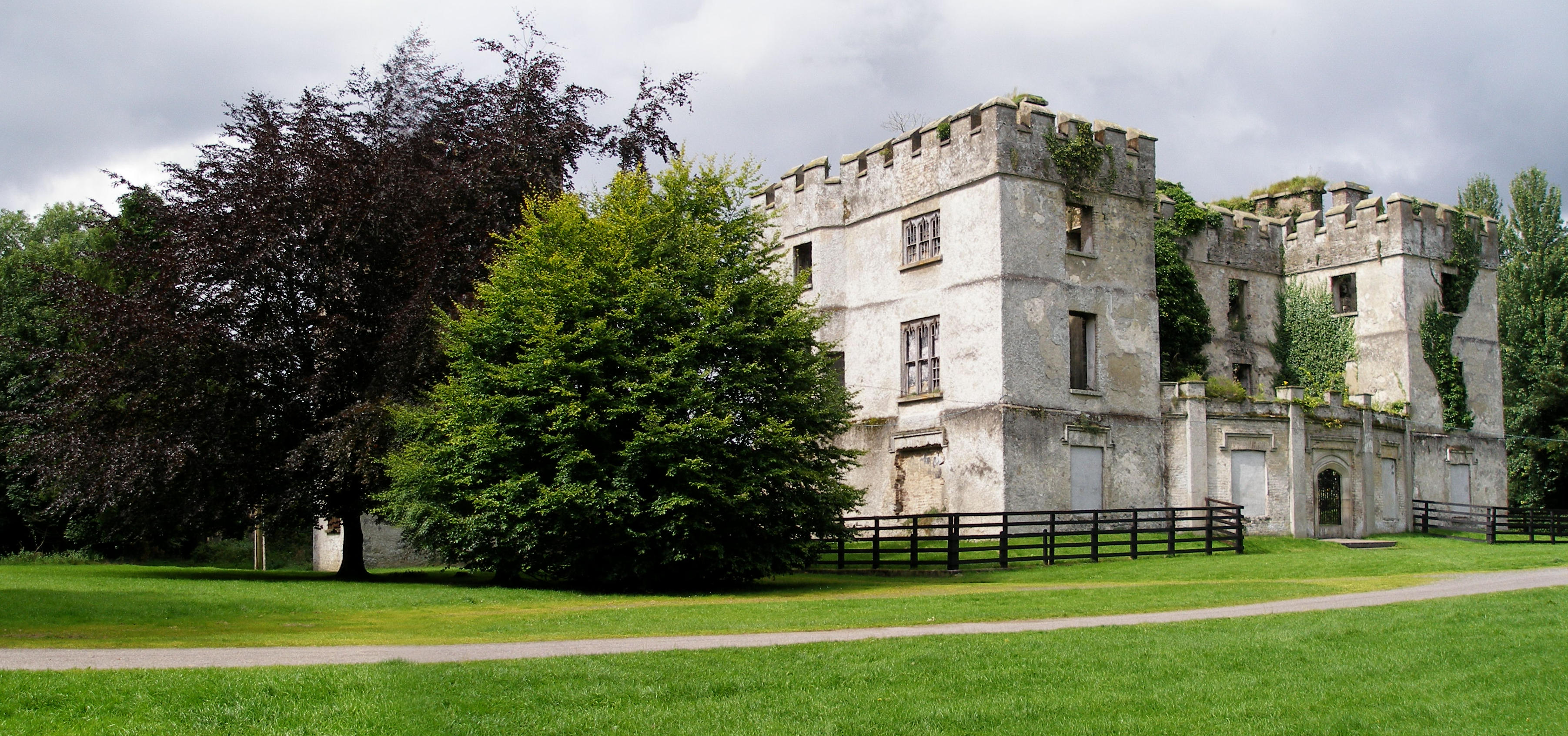
Donadea Castle (Hrabství Kildare, Irsko, hlavní rodové sídlo v 16.–20. století

Z manželství se Sarah Ellis měl tři děti. Dědicem baronského titulu byl jediný syn Henry Aylmer, 2. baron Aylmer (1681–1754), který byl poslancem Dolní sněmovny a poté řadu let zastával funkci inspektora v úřadu nejvyššího mincmistra (1727–1754). Dcera Elizabeth (1682–1763) se provdala za admirála Johna Norrise (1670–1749). Současným představitelem rodu je Julian Aylmer, 14. baron Aylmer (*1951).
Kromě této rodové linie existuje ještě starší rodová větev, která získala v roce 1622 titul baroneta a v letech 1550–1935 byl jejím sídlem hrad Donadea Castle v Irsku. Tuto rodovou linii dnes reprezentuje Sir Richard John Aylmer, 16. baronet (*1937).